# Hawkeye (televisieserie)
Hawkeye is een Amerikaanse superheldenserie gemaakt door Jonathan Igla voor de streamingdienst Disney+, gebaseerd op het Marvel Comics-personage Hawkeye. De serie speelt zich af in het Marvel Cinematic Universe (MCU) en na de gebeurtenissen van de film Avengers: Endgame (2019) en introduceert de nieuwe superheldin Kate Bishop. Hawkeye wordt geproduceerd door Marvel Studios.
Jeremy Renner keert terug als Hawkeye uit de filmreeks, met Hailee Steinfeld die hem vergezelt als Kate Bishop. De andere hoofdrollen worden vertolkt door Vera Farmiga, Tony Dalton, Fra Fee, Alaqua Cox en Zahn McClarnon.
De eerste aflevering verscheen op 24 november 2021.

## Samenvatting

### Proloog
Kate Bishop ziet als klein meisje hoe Clint Barton met de Avengers New York verdedigt tijdens de invasie van de Chitauri in 2012. Ze wil vanaf dat moment zelf ook een superheld worden. Ze gaat toegewijd trainen met pijl en boog en wordt zo een uitmuntende handboogschutter.

### Verhaal
Barton maakt zich op om de kerstdagen van 2021 door te brengen met zijn vrouw Laura en hun drie kinderen. Bishop komt er intussen achter dat haar moeder Eleanor verloofd is met de rijke Jack Duquesne. Diezelfde Duquesne ziet ze samen met Armand Duquesne III wanneer ze bij toeval op een illegale veiling stuit. Hierop zijn voorwerpen te koop die afkomstig zijn uit het voormalige hoofdkwartier van de Avengers. Wanneer de Tracksuit Mafia het evenement verstoort, gaat Duquesne er bovendien vandoor met een veiling-item: het zwaard van Ronin. De Tracksuit Mafia neemt een ander veilingstuk mee: een horloge. Bishop krijgt Ronins pak in handen en ontkomt zo onherkenbaar aan de criminelen. Ze ontdekt daarna dat Armand III is vermoord. Wanneer de Tracksuit Mafia haar opnieuw belaagt, wordt ze gered door Barton.
Bishop neemt Barton mee naar haar huis. Ze vluchten als de Tracksuit Mafia ook hier opduikt. Barton brengt Bishop daarop in veiligheid en gaat zelf terug om zijn Ronin-pak op te halen. Eleanor weigert van haar dochter aan te nemen dat Duquesne iets met de moord op Armand III te maken heeft. Bishop ontdekt dat Barton in handen van de Tracksuit Mafia is gevallen, maar heeft niet door dat hij dat expres heeft gedaan. Zo wordt ook zij gevangengenomen. De criminelen lichten daarop hun baas Maya Lopez in.
Lopez wil van Barton en Bishop weten wie Ronin is omdat die haar vader heeft omgebracht. Sindsdien is ze gebrand op wraak. Barton ontkomt met Bishop aan Lopez en haar handlangers. Hij bemachtigt zijn zwaard terug en ontdekt dat Duquesne aan het hoofd staat van een lege vennootschap die geld witwast voor de Tracksuit Mafia. Bishop komt intussen tot de conclusie dat Barton Ronin is. Barton dringt er bij Lopez' tweede man Kazimierz 'Kazi' Kazimierczak op aan om Lopez te overtuigen te stoppen met haar jacht op Ronin. Bartons vrouw laat hem weten dat het horloge dat de Tracksuit Mafia heeft gestolen een signaal uitzendt vanuit een woning. Wanneer Bishop en hij het gaan halen, blijkt dit het appartement van Lopez. Ze heeft ook een dossier over Barton en zijn familie. Lopez valt Bishop aan terwijl Barton te maken krijgt met een andere, nieuwe belager. Dit blijkt Yelena Belova. Zowel Lopez als zij ontkomen zodra ze aan de verliezende hand raken.
Barton besluit dat de betrokkenheid van een Black Widow de situatie veel ernstiger maakt dan hij dacht. Daarom draagt hij Bishop op om voortaan bij hem uit de buurt te blijven. Zodra ze thuiskomt zit Belova daar echter op haar te wachten. Ze legt Bishop uit wie ze is en dat ze er puur voor Barton is. Bishop loopt geen gevaar. Barton zoekt Lopez op als Ronin. Hij laat haar zien wie hij in werkelijkheid is en vertelt haar dat een informant van haar baas haar vader verraadde. Lopez realiseert zich dat Kazi onverwachts afwezig was tijdens de aanslag op haar vader. Belova stuurt Bishop een bericht. Daarin vertelt ze dat ze door Eleanor is ingehuurd om Barton te vermoorden en dat Eleanor werkt voor de baas van Lopez: Wilson Fisk.
Barton en Bishop zien op een video-opname dat Eleanor Armands moordenaar is en dat ze Duquesne erin heeft geluisd. Ze zoeken haar op kerstavond op. Eleanor vertelt Bishop dat haar vader schulden had bij Fisk en dat ze daarom tegen wil en dank met hem is gaan samenwerken. Kazi valt in opdracht van Fisk Eleanor aan, maar krijgt op zijn beurt te maken met Lopez. Na een gevecht met de Tracksuit Mafia gaat Bishop op zoek naar haar moeder. Barton komt opnieuw oog in oog te staan met Belova. Haar is verteld dat het overlijden van haar zus zijn schuld is. Hij vertelt haar wat er werkelijk is gebeurd; dat ze vrienden waren en Natasha zich heeft opgeofferd om miljarden levens te redden. Belova laat zich overtuigen en vertrekt. Eleanor wordt gearresteerd op verdenking van moord. Lopez confronteert Fisk en schiet hem neer. Barton keert met Bishop terug naar zijn familie, geeft Laura haar horloge terug (met daarop een S.H.I.E.L.D.-logo en het nummer 19) en verbrandt het Ronin-pak.

## Rolverdeling
| Acteur / Actrice        | Personage                      | Notitie | Seizoen     | Seizoen |
| Acteur / Actrice        | Personage                      | Notitie | 1           |         |
| ----------------------- | ------------------------------ | --- | ----------- | ------- |
| Jeremy Renner           | Hawkeye / Clint Barton / Ronin | Meester-boogschutter en voormalig agent van S.H.I.E.L.D. De serie verkent verder de periode van Clint Barton in de gedaante van Ronin, zoals voor het eerst te zien in Avengers: Endgame (2019). Hawkeye verscheen eerder in de films Thor, The Avengers, Avengers: Age of Ultron, Captain America: Civil War en Avengers: Endgame. | Hoofdrol    |         |
| Hailee Steinfeld        | Kate Bishop                    | Bartons protegee die hij traint om de mantel van Hawkeye over te nemen. Steinfeld noemde Bishop een "badass" en ook "slim, geestig en snel". | Hoofdrol    |         |
| Vera Farmiga            | Eleanor Bishop                 | Kate's moeder | Hoofdrol    |         |
| Tony Dalton             | Jack Duquesne / Swordsman      | Eleanor Bishop's verloofde | Hoofdrol    |         |
| Alaqua Cox              | Maya Lopez / Echo              | Een dove inheemse Amerikaanse die perfect de bewegingen van een ander kan nabootsen. | Hoofdrol    |         |
| Fra Fee                 | Kazi Kazimierczak / Clown      | | Hoofdrol    |         |
| Jolt                    | Lucky the Pizza Dog            | Een golden retriever bekend uit de comics. | Hoofdrol    |         |
| Aleks Paunovic          | Ivan Banionis                  | Lid van de Tracksuit Mafia | Terugkerend |         |
| Piotr Adamczyk          | Tomas Delgado                  | Lid van de Tracksuit Mafia | Terugkerend |         |
| Linda Cardellini        | Laura Barton                   | De vrouw van Clint Barton. Verscheen eerder in de films Avengers: Age of Ultron en Avengers: Endgame. Laura Barton is een oud S.H.I.E.L.D.-agent, genaamd Agent 19. | Terugkerend |         |
| Ava Russo               | Lila Barton                    | Dochter van Clint Barton. Verscheen eerder in de films Avengers: Age of Ultron en Avengers: Endgame. | Terugkerend |         |
| Ben Sakamoto            | Cooper Barton                  | Oudste zoon van Clint Barton. Verscheen eerder in de films Avengers: Age of Ultron en Avengers: Endgame. | Terugkerend |         |
| Cade Woodward           | Nathaniel Barton               | Jongste zoon van Clint Barton. Verscheen eerder in de films Avengers: Age of Ultron (als baby) en Avengers: Endgame. | Terugkerend |         |
| Clayton English         | Grills                         | Een bewoner van New York en LARP-speler die tijdelijk eigenaar was van het Ronin-kostuum. | Terugkerend |         |
| Carlos Navarro          | Enrique                        | Lid van de Tracksuit Mafia | Terugkerend |         |
| Florence Pugh           | Yelena Belova                  | Zelfbenoemd zusje van Hawkeye's beste vriendin Black Widow. Debuteerde in de film Black Widow. | Terugkerend |         |
| Vincent D'Onofrio       | Wilson Fisk                    | Een crimineel die de leider is van de New Yorkse maffia en criminele onderwereld. Verscheen eerder al in de Marvel televisieserie Daredevil op Netflix, waarin hij ook gespeeld werd door D'Onofrio. | Terugkerend |         |
| Adetinpo Thomas         | Wendy Conrad                   | Een bewoner van New York en LARP-speler. | Terugkerend |         |
| Robert-Walker Branchaud | Orville                        | Een bewoner van New York en LARP-speler. | Terugkerend |         |
| Adelle Drahos           | Missy                          | Een bewoner van New York en LARP-speler. | Terugkerend |         |
| Ivan Mbakop             | Detective Cuadle               | Een detective uit New York die onderzoek doet naar de zaak van de Tracksuit Mafia. | Terugkerend |         |
| Pat Kiernan             | Zichzelf                       | Nieuwslezer van NY1. Verscheen eerder al eerder in verschillende Marvel Cinematic Universe films en televisieseries, zoals Spider-Man: Far From Home. | Terugkerend |         |
| Simon Callow            | Armand Duquesne III            | De vader van Jack Duquesne | Bijrol      |         |
| Brian d'Arcy James      | Derek Bishop                   | Kate's vader | Bijrol      |         |
| Zahn McClarnon          | William Lopez                  | Maya's vader | Bijrol      |         |
| Tinashe Kajese          | Dee                            | De receptionist bij het bedrijf van Eleanor Bishop. | Gastrol     |         |

## Afleveringen
| Nr. | Titel                  | Regisseur     | Schrijver(s)                                                                          | Releasedatum     |
| --- | ---------------------- | ------------- | ------------------------------------------------------------------------------------- | ---------------- |
| 1   | Never Meet Your Heroes | Rhys Thomas   | Tanner Bean, Jonathan Igla, Katrina Mathewson en Heather Quinn                        | 24 november 2021 |
| 2   | Hide and Seek          | Rhys Thomas   | Tanner Bean, Jonathan Igla, Katrina Mathewson, Heather Quinn en Elisa Lomnitz Climent | 24 november 2021 |
| 3   | Echoes                 | Bert & Bertie | Tanner Bean, Jonathan Igla, Katrina Mathewson en Heather Quinn                        | 1 december 2021  |
| 4   | Partners, Am I Right?  | Bert & Bertie | Tanner Bean, Jonathan Igla en Katrina Mathewson                                       | 8 december 2021  |
| 5   | Ronin                  | Bert & Bertie | Tanner Bean, Jonathan Igla, Katrina Mathewson en Jenna Noel Frazier                   | 15 december 2021 |
| 6   | So This Is Christmas?  | Rhys Thomas   | Tanner Bean, Jonathan Igla en Katrina Mathewson                                       | 22 december 2021 |

## Productie

### Ontwikkeling
In september 2018 werkte Marvel Studios aan de ontwikkeling van verschillende series voor de streamingdienst Disney+, met de nadruk op personages die niet een eigen film hebben gehad. In 2019 begon de ontwikkeling van een avonturenserie met Jeremy Renner in de hoofdrol als zijn Marvel-filmpersonage Clint Barton/Hawkeye. De verhaallijn zou Barton volgen die de mantel van Hawkeye nalaat aan Kate Bishop. Feige zou de serie produceren. Renner had in eerste instantie getekend voor de hoofdrol in een speelfilm rondom zijn personage, maar hij stemde ermee in om in plaats daarvan in een serie te spelen, nadat Feige had besloten om het project te ontwikkelen voor Disney+. Feige kondigde Hawkeye officieel aan op San Diego Comic-Con in juli.
In september 2019 werd aangekondigd dat Jonathan Igla zou dienen als hoofdschrijver van de serie. Amy Berg was ook een kanshebber geweest voor deze functie. In juli 2020 werd Rhys Thomas ingehuurd om een paar afleveringen voor de serie te regisseren en als uitvoerend producent te dienen, en het filmmakersduo Bert & Bertie werd ingehuurd om ook een aantal afleveringen te regisseren. Borys Kit van The Hollywood Reporter had het vermoeden dat het inhuren van deze regisseurs wel eens een indicatie zou kunnen zijn dat de serie een "luchtige toon" zou hebben, gezien het eerdere werk van ieder van hen. Budgetten voor elke aflevering zouden naar verluidt oplopen tot 25 miljoen dollar.